# Paralomis birsteini
El centollón (Paralomis birsteini) es una especie de crustáceo decápodo que integra el género de cangrejos litódidos Paralomis. Habita el lecho marino de las frías aguas del océano Antártico y del sur de los océanos Atlántico e Índico.  

## Taxonomía, distribución y hábitat
Paralomis birsteini fue descrita originalmente en el año 1988 por el carcinólogo español Enrique Macpherson. 
El ejemplar holotipo es una hembra de 55 mm de largo, catalogada como USNM 228830. Fue colectada el 2 de febrero de 1967 en las coordenadas: 67°29′S 179°55′W, a una profundidad de 1080 m.
Este, y el otro ejemplar utilizado para describir la especie fueron depositados en el National Museum of Natural History (Smithsonian Institution, USNM) y en el Zoological Museum de la Universidad de Moscú (ZMUM).
Paralomis spectabilis Hansen, 1908 —un cangrejo del Atlántico Norte — es la especie más relacionada.
Etimología
El nombre específico birsteini es un epónimo, derivado del apellido del profesor Dr. Yakov Avad'evitch Birstein, del Departamento de Zoología de Invertebrados de la Universidad Estatal de Moscú, como un homenaje por sus importantes contribuciones al conocimiento de los integrantes de la familia Lithodidae.
Distribución
Habita en la plataforma continental del mar Argentino, en aguas situadas al este de las islas Malvinas y en el océano Antártico en las islas Orcadas del Sur y en el mar de Bellingshausen, en profundidades de hasta 1876 m.
También fue reportada para los archipiélagos subantárticos franceses de las islas Crozet y Kerguelen situados en la parte sur del océano Índico.